# Soyuz T

Diagrama de una Soyuz T.

La Soyuz T, también denominada Soyuz 7K-ST, fue un modelo soviético de cápsula espacial tripulada utilizada entre 1978 y 1986, en sustitución del modelo Soyuz 7K-T empleado hasta entonces. Fue sustituida por el modelo Soyuz TM.
El origen de la Soyuz T está en el concepto Soyuz 7K-VI de 1967 para una cápsula tripulada capaz de dar servicio a una estación espacial militar. Tras varios rediseños se llegó a su forma definitiva hacia mediados de los años 1970. 
La Soyuz T introdujo un sistema de acoplamiento Igla mejorado y un nuevo módulo de servicio con un único sistema de control de actitud y traslación alimentado con un sistema bipropelente. Se la dotó de paneles solares, se aumentó la capacidad de propelente que podía llevar y utilizó un sistema digital para su aviónica. También utilizó un nuevo sistema de escape para el lanzamiento y se mejoró la comodidad de los cosmonautas, proporcionando espacio suficiente para tres tripulantes dentro de sus trajes espaciales.
Los primeros dos lanzamientos de cápsulas Soyuz T fueron vuelos de prueba, sin tripulación, y fueron denominados Cosmos 1001 y Cosmos 1074.

## Misiones

### No tripuladas
- Soyuz T-1

### Tripuladas
- Soyuz T-2
- Soyuz T-3
- Soyuz T-4
- Soyuz T-5
- Soyuz T-6
- Soyuz T-7
- Soyuz T-8
- Soyuz T-9
- Soyuz T-10-1
- Soyuz T-10
- Soyuz T-11
- Soyuz T-12
- Soyuz T-13
- Soyuz T-14
- Soyuz T-15

## Especificaciones
- Longitud: 2,26 m
- Diámetro máximo: 2,72 m
- Masa: 2750 kg
- Propelente: N2O4/UDMH
- Masa del propelente: 270 kg
- Motor principal: KDU-426
- Empuje del motor principal: 3,089 kN
- Impulso específico del motor principal: 292 s
- Envergadura de los paneles solares: 10,6 m
- Área de los paneles solares: 10 m²
- Potencia del sistema eléctrico: 0,6 kW de media